# ГАЕС Hēimífēng
ГАЕС Hēimífēng (黑麋峰抽水蓄能电站) — гідроакумулювальна електростанція в центральній частині Китаю у провінції Хунань.
Обидва резервуари станції створили на лівобережжі річки Шахе, правої притоки Сянцзян, яка впадає до розташованого на правобережжі Янцзи великого озера Дунтін. Верхню водойму з об'ємом 9,2 млн м3 (корисний об'єм 8,5 млн м3) та нормальним рівнем поверхні на позначці 400 метрів НРМ утримують дві кам'яно-накидні споруди із бетонним облицюванням висотою 70 метрів та 60 метрів. Розташовану від неї за 1 км нижню водойму створили за допомогою так само кам'яно-накидної греблі із бетонним облицюванням висотою 80 метрів. Вона має об'єм 9,6 млн м3 (корисний об'єм 8,9 млн м3) та нормальний рівень поверхні на позначці 104 метри НРМ.
Резервуари за допомогою тунелів з'єднані із розташованим між ними підземним машинним залом, де встановлено чотири оборотні турбіни типу Френсіс потужністю по 300 МВт. Вони використовують напір у 295 метрів та розраховані на виробництво 1606 млн кВт·год електроенергії на рік при споживанні 2141 млн кВт·год.